# گائو ونهه
گائو ونهه (انگلیسی: Gao Wenhe؛ زادهٔ ۸ آوریل ۱۹۶۱) کشتی‌گیر اهل چین بود. وی در بازی‌های المپیک تابستانی ۱۹۸۴ شرکت کرده‌است.
وی در مسابقات کشوری و بین‌المللی در مجموع برندهٔ ۱ مدال نقره شده‌است.